# Roupala
Genre
Classification APG III (2009)
Synonymes
Selon GBIF (21 février 2022)
- Leinckeria Scop., 1777
- Leinkeria Scop.
- Rhopala Aubl., 1775
- Rhopala Schreb.
- Ropala Aubl., 1775
- Rupala Aubl., 1775

Roupala est un genre néotropical de plantes à fleurs de la famille des Proteaceae (famille du noyer du Queensland), et dont l'espèce type est Roupala montana Aubl..

## Description
Le genre Roupala regroupe des arbres ou des arbustes.
Les feuilles sont alternes, hétéromorphes, généralement simples, entières ou dentelées.
Celles des rameaux stériles ou des jeunes plantes sont souvent incisées ou imparipennées.
Les inflorescences sont axillaires ou terminales, pseudoracémeuses ou pseudospicée.
Les fleurs sont actinomorphes, appariées, souvent divariquées, sous-tendues par une bractée commune, courtement pédicellées.
Les bractées sont persistantes ou caduques.
Le calice  est subclavé-cylindrique, droit.
Les sépales sont linéaires, libres, recourbés, avec des étamines attachées au-dessus du milieu.
Les étamines sont externes avec la partie libre des filets très courte, les anthères linéaires ou oblongs, et le connectif faisant saillie à l'apex.
Les 4 écailles hypogynes, sont distinctes, obtuses ou aiguës.
L'ovaire est sessile, contenant 2 ovules, collatéraux, pendants à partir de l'apex de la loge, avec le style filiforme, persistant et le stigmate petit et terminal.
Le fruit est un follicule dur, un peu ligneux, oblique, courtement stipité et portant 2 graines ailées comprimées.

## Répartition
On rencontre le genre Roupala dans les néotropiques, du Mexique à l'Argentine.

## Diagnose

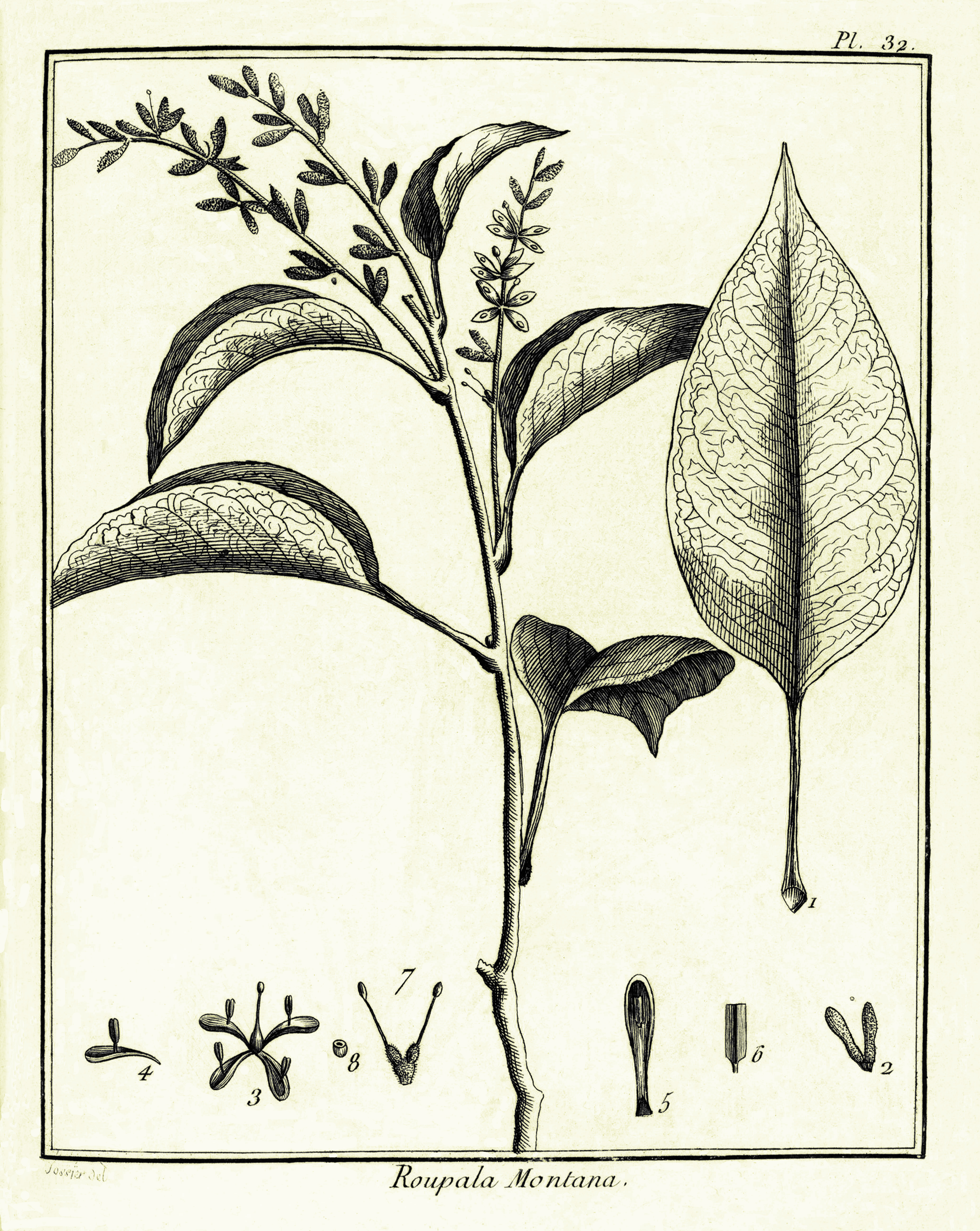
Roupala montana : Planche 32 accompagnant la description du genre Roupala par Aublet (1775)
On a groſſi les parties de la fleur. - 1. Feuille ouverte vue de face. - 2. Bouton de fleur. - 3. Corolle épanouie. - 4. pétale. Étamine. La fleur étant épanouie. - 5. pétale. Étamine. La fleur étant fermée. - 6. Étamine. - 7. Ovaires. Styles. Stigmates. - 8. Ovaire coupe en travers.

En 1775, le botaniste Aublet propose la diagnose suivante : 
« ROUPALA. (Tabula 32.)

CAL. Perianthium nullum. 
COR. Petala quatuor, oblonga, ovata, obtuſa, baſianguſta, ſubtus convexa, ſuperne concava, receptaculo piſtilli intra glandulas inſerta. 
STAM. Filamenta quatuor, breviſſima, versus medium petalorum inferca. Anthers oblonga?, obtuſa, biloculares, in cavitate petali recondite, expanſa corolla ercÂ£tx. 
PIST. Germen ſubrotundum, villoſum. Stylus longus. Stigma crak /iuiculum, fubo varum. 
PER. uniloculare. 

SEM. unicum. »
— Fusée-Aublet, 1775.

## Liste d'espèces
Selon World Flora Online (WFO) (21 février 2022) :
- Roupala asplenioides Sleumer
- Roupala barnettiae Dorr
- Roupala brachybotrys I.M.Johnst.
- Roupala caparoensis Sleumer
- Roupala cataractarum Sleumer
- Roupala consimilis Mez
- Roupala cordifolia Kunth
- Roupala dielsii J.F. Macbr.
- Roupala ferruginea Kunth
- Roupala filiflora K.S. Edwards & Prance
- Roupala glaberrima Pittier
- Roupala jelskii Diels ex Sleumer
- Roupala longepetiolata Pohl
- Roupala loranthoides Meisn.
- Roupala lucens Meisn.
- Roupala meisneri Sleumer
- Roupala mexicana K.S. Edwards & Prance
- Roupala minima Steyerm.
- Roupala monosperma (Ruiz & Pav.) I.M.Johnst.
- Roupala montana Aubl.
- Roupala nitida Rudge
- Roupala nonscripta K.S. Edwards & Prance
- Roupala obtusata Klotzsch
- Roupala pachypoda Cuatrec.
- Roupala pallida K. Schum.
- Roupala paulensis Sleumer
- Roupala percoriacea A.H. Gentry
- Roupala plinervia Cornejo & Bonifaz
- Roupala pseudocordata Pittier
- Roupala psilocarpa K.S. Edwards & Prance
- Roupala schulzii Mennega
- Roupala sculpta Sleumer
- Roupala sessiliflora J. F. Morales
- Roupala sororopana Steyerm.
- Roupala sphenophyllum Diels ex Sleumer
- Roupala spicata Baehni
- Roupala steinbachii Sleumer
- Roupala suaveolens Klotzsch
- Roupala thomesiana Moric.

Selon GBIF (21 février 2022) :
- Roupala acuminata Glaz.
- Roupala asplenioides Sleumer
- Roupala aurea Linden
- Roupala australis Linden
- Roupala barnettiae Dorr
- Roupala brachybotrya I.M.Johnst.
- Roupala brachybotrys I.M.Johnst.
- Roupala caparoensis Sleumer
- Roupala casota J.F.Morales
- Roupala cearaensis Sleumer
- Roupala cearensis Sleumer, 1954
- Roupala complicata Linden, 1853
- Roupala consimilis Mez
- Roupala consimilis Mez ex Taub.
- Roupala cordifolia Kunth
- Roupala cyclocarpa K.S.Edwards & Prance
- Roupala dielsii J.F.Macbr.
- Roupala elegans Pohl
- Roupala ferruginea Kunth
- Roupala filiflora Edwards & Prance
- Roupala frigida Linden
- Roupala gertii Prance
- Roupala glaberrima Pittier
- Roupala glaucophylla Linden
- Roupala gracilis Meisn.
- Roupala granatensis Linden
- Roupala jelskii Diels ex Sleumer
- Roupala longepetiolata Pohl
- Roupala longipetiolata Pohl
- Roupala loranthoides Meisn.
- Roupala lucens Meisn.
- Roupala mayana Lundell
- Roupala meisneri Sleumer
- Roupala mexicana Edwards & Prance
- Roupala minima Steyerm.
- Roupala monosperma (Ruiz & Pav.) I.M.Johnst.
- Roupala montana Aubl.
- Roupala montana Willd., 1798
- Roupala nitida Rudge
- Roupala nonscripta Edwards & Prance
- Roupala obtusata Klotzsch
- Roupala ovata Jack
- Roupala pachypoda Cuatrec.
- Roupala pallida K.Schum.
- Roupala paraensis Huber
- Roupala patagonica Durango de Cabrera & Romero, 1988
- Roupala paulensis Sleumer
- Roupala percoriacea A.H.Gentry
- Roupala pinnata (Ruiz & Pav.) Diels ex J.F.Macbr.
- Roupala plinervia Cornejo & Bonifaz
- Roupala pseudocordata Pittier
- Roupala psilocarpa Edwards & Prance
- Roupala sanctae-catharinae Linden
- Roupala schulzii Mennega
- Roupala sculpta Sleumer
- Roupala serratifolia Linden
- Roupala sessiliflora J.F.Morales
- Roupala silaifolia Linden
- Roupala sororopana Steyerm.
- Roupala sphenophylla Diels ex Sleumer
- Roupala sphenophyllum Diels ex Skinner
- Roupala spicata Baehni
- Roupala spicata Baehni ex J.F.Macbr., 1937
- Roupala steinbachii Sleumer
- Roupala suaveolens Klotzsch
- Roupala thomesiana Moric.
- Roupala tobagensis Sleumer